# Juegos macabeos

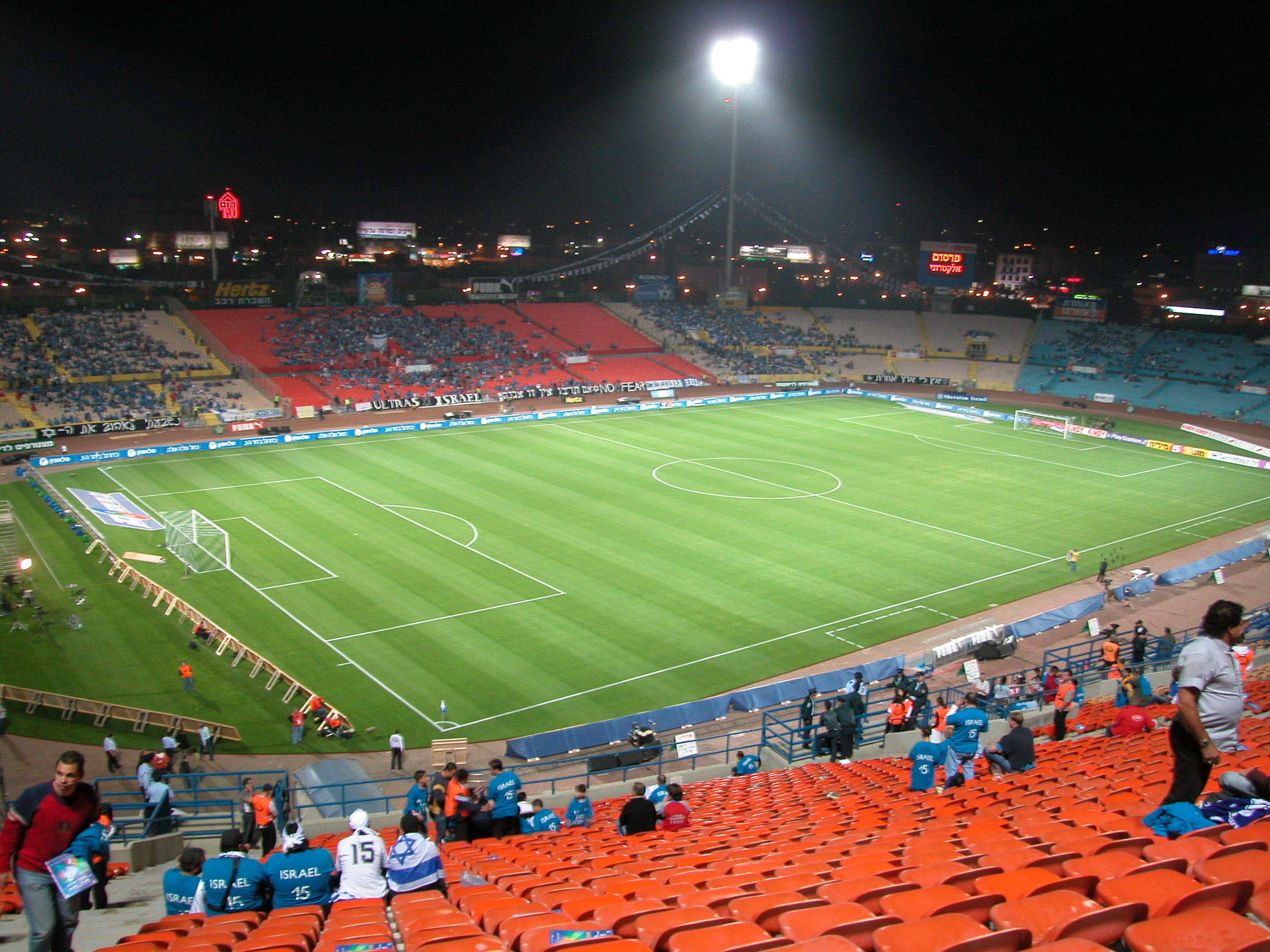
En el estadio Ramat Gan en Tel Aviv toman lugar los juegos

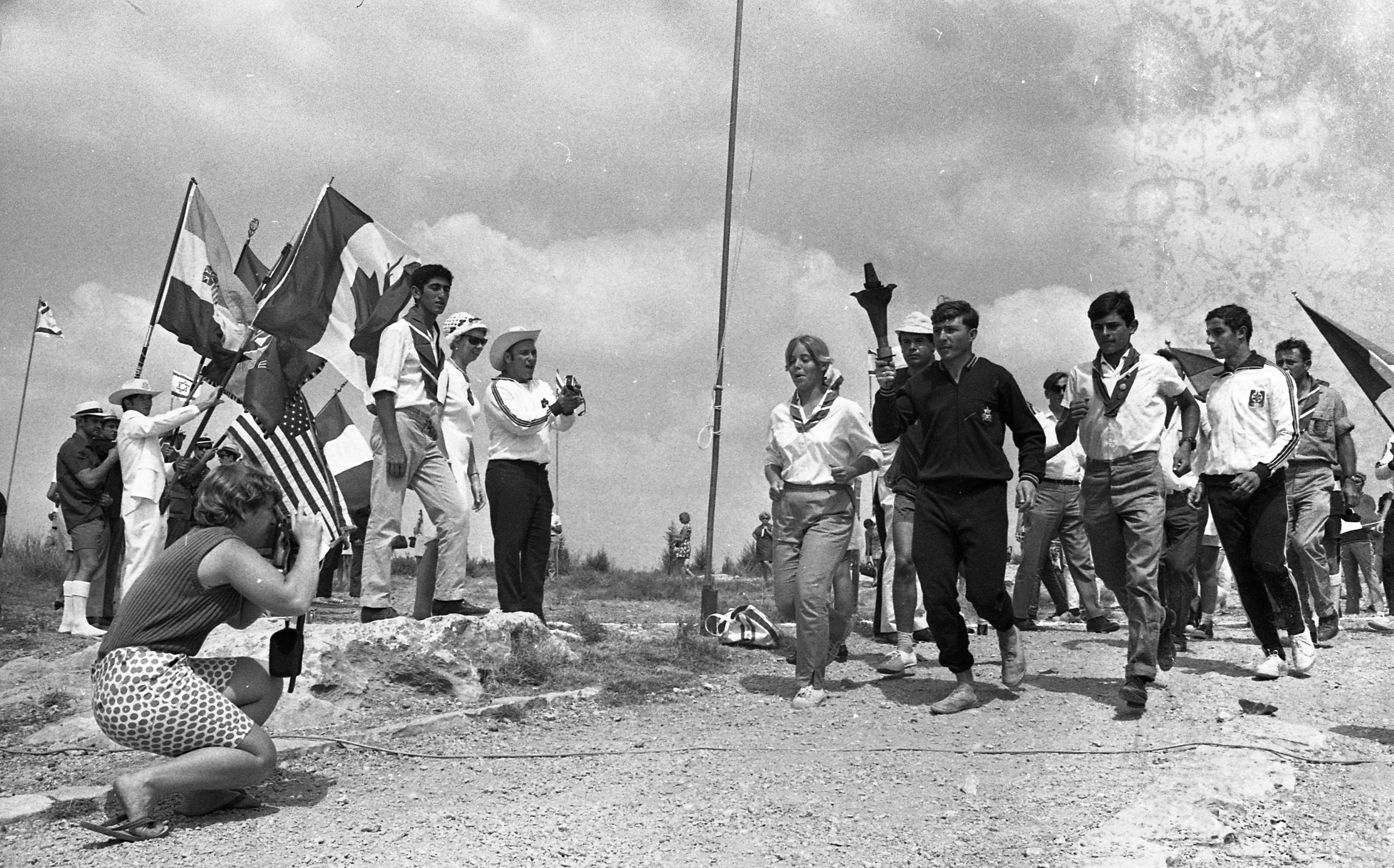
Juegos macabeos 1969

Los Juegos macabeos o los Juegos Maccabiah (en hebreo: המכביה‎), conocidos también como las Olimpiadas judías o Macabeadas, son un evento multideportivo reservado a los atletas judíos, similar a los Juegos Olímpicos, que se realiza cada cuatro años en Israel bajo el auspicio de la Federación Maccabi, la cual a su vez forma parte de la Maccabi World Union. Aunque se dirige en especial a los atletas judíos, los ciudadanos árabes israelíes también pueden participar de las olimpiadas. Los Juegos Maccabiah es, según la participación, uno de los cinco eventos deportivos más grandes del mundo y es considerado como un evento regional por el Comité Olímpico Internacional.

## Organización
Maccabiah siempre se realiza en Israel, cada cuatro años. Todo ciudadano israelí (judío o no) es elegible para participar en cualquiera de las tres diferentes categorías ("Open", "Juniors" y "Masters"), siempre y cuando cumplan los requisitos necesarios. Asimismo pueden participar todos los judíos con una nacionalidad diferente a la israelí.
La regla básica de Maccabiah dice que las competiciones solo podrán tomar lugar si es que un mínimo de cuatro países envían atletas, tres en el caso de las categorías femeninas y junior.

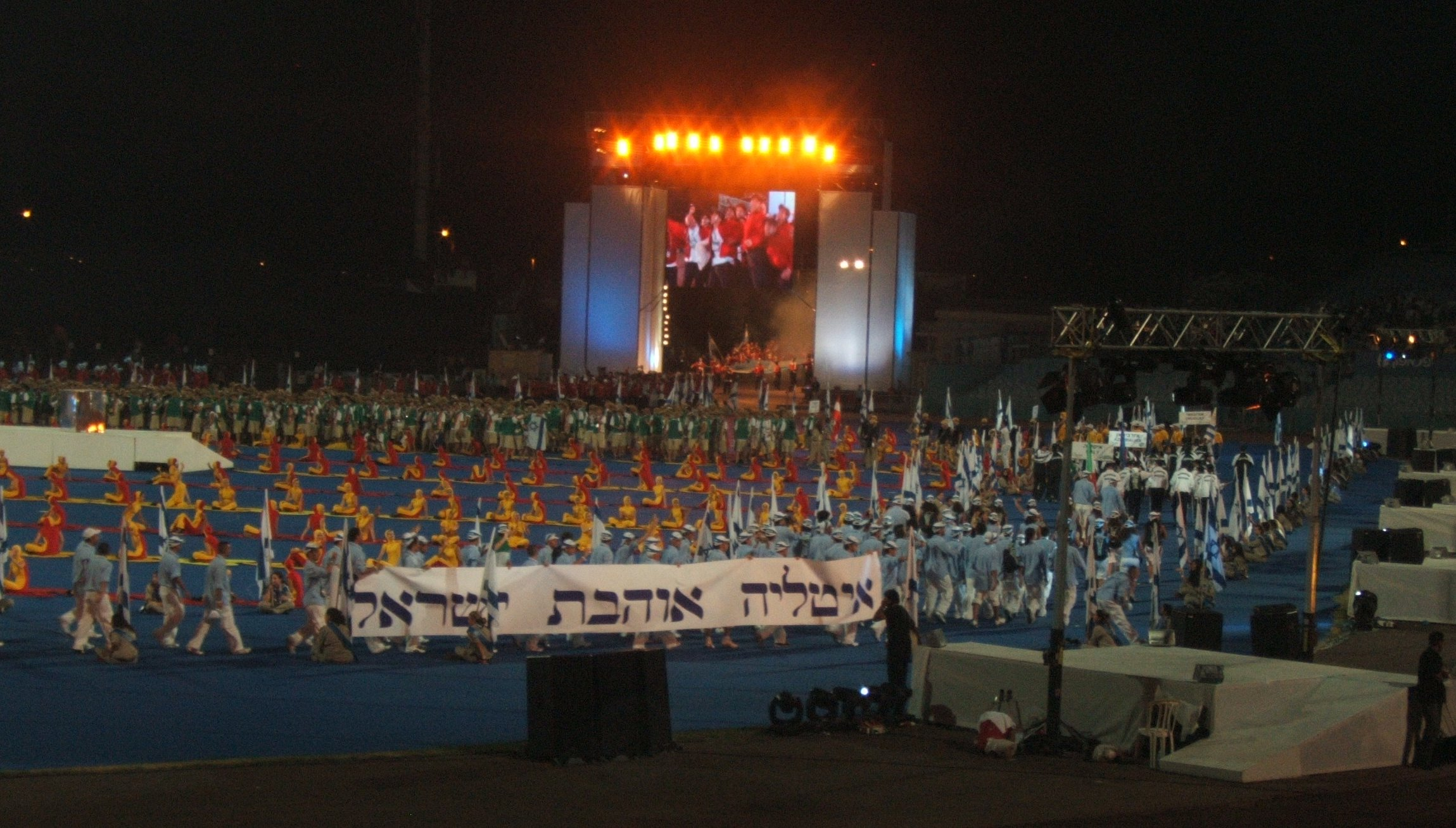
Ceremonia de inauguración de los 17.º Maccabiah.

## 17.º Maccabiah
Los juegos de 2005 atrajeron la mayor cantidad de deportistas en la historia de los juegos macabeos. Tan solo de Estados Unidos participaron más de 900 atletas, 500 llegaron desde Australia y más de 2000 de Israel. En total, más de 7700 deportistas compitieron en 2005. Israel ganó 227 medallas de oro, seguido por Estados Unidos con 71 y Rusia con 15 medallas. En los juegos de 2013 llegaron a competir más de 9000 atletas de 68 países.

## Participantes destacados
Muchos medallistas olímpicos y campeones mundiales han participado en las Olimpiadas Maccabbiah: Mark Spitz, Lenny Krayzelburg, Marilyn Ramenofsky y Jason Lezak (natación); Debbie Lipman (buceo); Mitch Gaylord, Abie Grossfeld, y Agnes Keleti (gimnasia); Larry Brown, Ernie Grunfeld, Danny Schayes, (entrenadores) Nat Holman y Dolph Schayes (baloncesto); Carina Benninga (hockey); Lillian Copeland, Gerald Ashworth, y Gary Gubner (atletismo); Angela Buxton, Brad Gilbert, Julie Heldman, Garry Gejtman, Nicolás Massú, y Dick Savitt (tenis); Angelica Rozeanu (tenis de mesa); Sergei Charikov y Vadim Gutzeit (esgrima); Isaac Berger y Frank Spellman (halterofilia); y Fred Oberlander y Henry Wittenberg (lucha); Eial Strahman (fútbol); Bruce Fleisher (golf); y  Adam Bacher (cricket).